# Films américains sortis en 1945
Listes de films américains
- 1941
- 1942
- 1943
- 1944
- 1945
- 1946
- 1947
- 1948
- 1949

Liste (non exhaustive) de films américains sortis en 1945.
The Lost Weekend remporte l'Oscar du meilleur film à la 18e cérémonie des Oscars organisée le 7 mars 1946

## A (par ordre alphabétique des titres en anglais)
| Titre                            | Réalisateur     | Distribution                                                 | Genre         | Notes                                            |
| -------------------------------- | --------------- | ------------------------------------------------------------ | ------------- | ------------------------------------------------ |
| 6th Marine Division on Okinawa   |                 | Harlon Block                                                 | Documentaire  | Film sur la bataille d'Okinawa, nommé aux Oscars |
| Abbott and Costello in Hollywood | S. Sylvan Simon | Abbott et Costello, Lucille Ball, Rags Ragland               | Comédie       |                                                  |
| Adventure                        | Victor Fleming  | Clark Gable, Greer Garson                                    | Aventure      |                                                  |
| Along Came Jones                 | Stuart Heisler  | Gary Cooper, Loretta Young, William Demarest, Dan Duryea     | Western       |                                                  |
| Anchors Aweigh                   | George Sidney   | Frank Sinatra, Kathryn Grayson, Gene Kelly                   | Film musical  |                                                  |
| Dix Petits Indiens               | René Clair      | Barry Fitzgerald, Walter Huston, Louis Hayward, Roland Young | Film à énigme | D'après le roman d'Agatha Christie               |
| Appointment in Tokyo             | Jack Hively     |                                                              | Documentaire  | Produit par Army Pictorial Service, Signal Corps |

## B-C
| Titre                                                      | Réalisateur       | Distribution                                        | Genre                   | Notes                  |
| ---------------------------------------------------------- | ----------------- | --------------------------------------------------- | ----------------------- | ---------------------- |
| Back to Bataan                                             | Edward Dmytryk    | John Wayne, Anthony Quinn, Beulah Bondi             | Film de guerre          |                        |
| The Battle of San Pietro                                   | John Huston       | Mark Wayne Clark, John Huston (narrateur)           | Documentaire            | Court métrage          |
| A Bell for Adano                                           | Henry King        | Gene Tierney, John Hodiak, William Bendix           | Film de guerre, drame   |                        |
| The Bells of St. Mary's                                    | Leo McCarey       | Bing Crosby, Ingrid Bergman                         | Drame                   | Sequel de Going My Way |
| Betrayal from the East                                     | William A. Berke  | Lee Tracy, Nancy Kelly                              | Film de guerre          |                        |
| Blood on the Sun                                           | Frank Lloyd       | James Cagney, Sylvia Sidney                         | Drame                   |                        |
| The Body Snatcher                                          | Robert Wise       | Boris Karloff, Béla Lugosi                          | Film d'horreur          |                        |
| Booby Dupes                                                | Del Lord          | Les Trois Stooges                                   | Comédie, court métrage  | Columbia Pictures      |
| Les Millions de Brewster (Brewster's Millions)             | Allan Dwan        | Dennis O'Keefe                                      | Comédie                 |                        |
| The Bullfighters                                           | Malcolm St. Clair | Laurel et Hardy                                     | Comédie                 |                        |
| Le Capitaine Kidd (Captain Kidd)                           | Rowland V. Lee    | Charles Laughton, Randolph Scott, Barbara Britton   | Aventure                |                        |
| Captain Tugboat Annie                                      | Phil Rosen        | Jane Darwell, Edgar Kennedy                         | Comédie                 |                        |
| The Cheaters                                               | Joseph Kane       | Joseph Schildkraut, Billie Burke                    | Drame                   |                        |
| The Cherokee Flash                                         | Thomas Carr       | Sunset Carson, Linda Stirling, Tom London           | Western                 |                        |
| Joyeux Noël dans le Connecticut (Christmas in Connecticut) | Peter Godfrey     | Barbara Stanwyck, Dennis Morgan, Sydney Greenstreet | Comédie                 |                        |
| The Clock                                                  | Vincente Minnelli | Judy Garland, Robert Walker                         | Drame                   |                        |
| Confidential Agent                                         | Herman Shumlin    | Charles Boyer, Lauren Bacall                        | Espionnage              |                        |
| Conflict                                                   | Curtis Bernhardt  | Humphrey Bogart, Alexis Smith, Sydney Greenstreet   | Suspense                |                        |
| The Corn Is Green                                          | Irving Rapper     | Bette Davis, Nigel Bruce, John Dall                 | Drame                   |                        |
| Cornered                                                   | Edward Dmytryk    | Dick Powell, Walter Slezak                          | Film noir               |                        |
| Crime, Inc.                                                | Lew Landers       | Leo Carrillo, Tom Neal                              | Film policier, thriller |                        |

## D-H
| Titre                                          | Réalisateur       | Distribution                                      | Genre                | Notes             |
| ---------------------------------------------- | ----------------- | ------------------------------------------------- | -------------------- | ----------------- |
| Death Mills                                    | Billy Wilder      |                                                   | Documentaire         |                   |
| Detour                                         | Edgar G. Ulmer    | Tom Neal, Ann Savage                              | Film noir            |                   |
| Diamond Horseshoe                              | George Seaton     | Betty Grable, Dick Haymes, Phil Silvers           | Film musical         |                   |
| Dick Tracy                                     | William A. Berke  | Morgan Conway, Anne Jeffreys, Mike Mazurki        | Film à énigme        |                   |
| Dillinger                                      | Max Nosseck       | Lawrence Tierney, Anne Jeffreys                   | Biographie, policier |                   |
| Docks of New York (en)                         | Wallace Fox       | Leo Gorcey, Huntz Hall                            | Comédie              |                   |
| The Dolly Sisters                              | Irving Cummings   | Betty Grable, June Haver, John Payne              | Film musical         |                   |
| Daffy recruté (Draftee Daffy)                  | Bob Clampett      | Daffy Duck                                        | Dessin animé         | Warner Bros.      |
| The Enchanted Cottage                          | John Cromwell     | Robert Young, Dorothy McGuire                     | Comédie romantique   |                   |
| Fallen Angel                                   | Otto Preminger    | Alice Faye, Dana Andrews, Linda Darnell           | Film noir            |                   |
| Federal Operator 99                            |                   | Helen Talbot                                      | Serial               | Republic Pictures |
| Flame of Barbary Coast                         | Joseph Kane       | John Wayne, Ann Dvorak                            | Western              |                   |
| Tom et Jerry et le Corbeau (Flirty Birdy)      |                   |                                                   | Dessin animé         |                   |
| Follow That Woman                              | Lew Landers       | William Gargan, Nancy Kelly                       | Comédie              |                   |
| The Friendly Ghost                             | Izzy Sparber      | Casper                                            | Dessin animé         |                   |
| Les Yeux qui tuent (The Frozen Ghost)          | Harold Young      | Lon Chaney, Jr., Evelyn Ankers, Douglas Dumbrille | Film d'horreur       |                   |
| Fury in the Pacific                            |                   |                                                   | Documentaire         | U.S. Armed Forces |
| Bombes sur Hong-Kong (God Is My Co-Pilot)      | Robert Florey     | Dennis Morgan, Dane Clark, Raymond Massey         | Film de guerre       |                   |
| The Great Flamarion                            | Anthony Mann      | Erich von Stroheim, Mary Beth Hughes              | Film noir            |                   |
| Guest Wife                                     | Sam Wood          | Claudette Colbert, Don Ameche                     | Comédie              |                   |
| Gun Smoke                                      | Howard Bretherton | Johnny Mack Brown, Raymond Hatton, Jennifer Holt  | Western              |                   |
| Hangover Square                                | John Brahm        | Linda Darnell, George Sanders                     | Drame                |                   |
| La Lapinomalose (Hare Tonic)                   |                   | Bugs Bunny                                        | Dessin animé         |                   |
| Double Détente (Hare Trigger)                  |                   | Bugs Bunny                                        | Dessin animé         | Warner Bros.      |
| Deux nigauds au collège (Here Come the Co-Eds) | Jean Yarbrough    | Abbott et Costello, Peggy Ryan, Lon Chaney, Jr.   | Comédie              |                   |
| Here Is Germany                                | Frank Capra       |                                                   | Documentaire         | Propagande        |
| Herr Meets Hare                                |                   | Bugs Bunny                                        | Dessin animé         | Warner Bros.      |
| Hockey Homicide                                | Jack Kinney       | Goofy                                             | Dessin animé         | Walt Disney       |
| The Horn Blows at Midnight                     | Raoul Walsh       | Jack Benny, Alexis Smith                          | Comédie              |                   |
| Hôtel Berlin                                   | Peter Godfrey     | Faye Emerson, Raymond Massey                      | Drame                |                   |
| The House I Live In                            | Mervyn LeRoy      | Frank Sinatra                                     | Documentaire         | 10 minutes        |
| House of Dracula                               | Erle C. Kenton    | Lon Chaney, John Carradine, Martha O'Driscoll     | Film d'horreur       |                   |
| The House on 92nd Street                       | Henry Hathaway    | Lloyd Nolan, William Eythe                        | Drame                |                   |

## I-N
| Titre                                                    | Réalisateur                  | Distribution                                  | Genre             | Notes                                       |
| -------------------------------------------------------- | ---------------------------- | --------------------------------------------- | ----------------- | ------------------------------------------- |
| Idiots Deluxe                                            | Jules White                  | Les Trois Stooges                             | Court métrage     | Columbia Pictures                           |
| If a Body Meets a Body                                   | Jules White                  | Les Trois Stooges                             | Court métrage     | Columbia Pictures                           |
| Incendiary Blonde                                        | George Marshall              | Betty Hutton, Barry Fitzgerald                | Film biographique | Histoire de Texas Guinan                    |
| Intelligence and the Japanese Civilian                   |                              |                                               | Propagande        |                                             |
| Isle of the Dead                                         | Mark Robson                  | Boris Karloff, Ellen Drew                     | Film d'horreur    |                                             |
| It's in the Bag!                                         | Richard Wallace              | Fred Allen, Jack Benny, Don Ameche            | Comédie           |                                             |
| Johnny Angel                                             | Edwin L. Marin               | George Raft, Claire Trevor                    | Drame             |                                             |
| Jungle Queen                                             | Lewis D. Collins, Ray Taylor | Ruth Roman                                    | Aventure, serial  |                                             |
| Kiss and Tell                                            | Richard Wallace              | Shirley Temple, Jerome Courtland, Walter Abel | Comédie           |                                             |
| Know Your Enemy: Japan                                   |                              |                                               | Propagande        |                                             |
| Lady on a Train                                          | Charles David                | Deanna Durbin, Ralph Bellamy                  | Film à énigme     |                                             |
| The Last Bomb                                            |                              |                                               | Documentaire      | Propagande de l'armée américaine            |
| Leave Her to Heaven                                      | John M. Stahl                | Gene Tierney, Jeanne Crain, Cornel Wilde      | Film noir         |                                             |
| Les oiseaux se mâchent pour nourrir (Life with Feathers) | Friz Freleng                 | Tweety, Sylvester                             | Dessin animé      |                                             |
| The Lost Letter                                          |                              |                                               | Dessin animé      | Russie                                      |
| The Lost Weekend                                         | Billy Wilder                 | Ray Milland, Jane Wyman                       | Drame             | Récompensé par 4 Oscars                     |
| Love Letters                                             | William Dieterle             | Jennifer Jones, Joseph Cotten                 | Drame             |                                             |
| The Man in Half Moon Street                              | Ralph Murphy                 | Helen Walker, Nils Asther                     | Drame             |                                             |
| Manhunt of Mystery Island                                | 3 directors                  | Richard Bailey                                | Serial            | 15 parties                                  |
| The Master Key                                           | Lewis Collins, Ray Taylor    | Milburn Stone                                 | Serial            |                                             |
| A Medal for Benny                                        | Irving Pichel                | Dorothy Lamour, Arturo de Córdova             | Drame             |                                             |
| Micro-Phonies                                            | Edward Bernds                | Les Trois Stooges                             | Court métrage     | Columbia Pictures                           |
| Midnight Manhunt                                         | William C. Thomas            | William Gargan, Ann Savage                    | Film noir         |                                             |
| Mildred Pierce                                           | Michael Curtiz               | Joan Crawford, Jack Carson, Ann Blyth         | Film noir         | Oscar de la meilleure actrice pour Crawford |
| Mom and Dad                                              | William Beaudine             |                                               | Documentaire      | Film éducatif sur l'hygiène                 |
| The Mouse Comes to Dinner                                | Hanna-Barbera                | Tom and Jerry                                 | Dessin animé      | MGM                                         |
| Mr. and Mrs. America                                     |                              |                                               | Documentaire      | Produit par le Trésor américain             |
| My Japan                                                 |                              |                                               | Propagande        |                                             |
| Le Calvaire de Julia Ross (My Name Is Julia Ross)        | Joseph H. Lewis              | Nina Foch, Dame May Whitty                    | Film noir         |                                             |
| The Naughty Nineties                                     | Jean Yarbrough               | Abbott et Costello, Alan Curtis               | Comédie           | Comprend Who's on First?                    |
| Nob Hill                                                 | Henry Hathaway               | George Raft, Joan Bennett, Vivian Blaine      | Drame             |                                             |

## O-S
| Titre                                                   | Réalisateur               | Distribution                                      | Genre                        | Notes                       |
| ------------------------------------------------------- | ------------------------- | ------------------------------------------------- | ---------------------------- | --------------------------- |
| Objective, Burma!                                       | Raoul Walsh               | Errol Flynn                                       | Aventure                     |                             |
| Okinawa Bulletins                                       |                           |                                                   | Film de guerre propagande    |                             |
| Our Job in Japan                                        |                           |                                                   | Film de guerre propagande    |                             |
| Our Vines Have Tender Grapes                            | Roy Rowland               | Edward G. Robinson, Margaret O'Brien              | Drame                        |                             |
| The Picture of Dorian Gray                              | Albert Lewin              | George Sanders, Hurd Hatfield                     | Suspense                     |                             |
| Pillow of Death                                         | Wallace Fox               | Lon Chaney, Jr., Brenda Joyce                     | Film à énigme                |                             |
| Pride of the Marines                                    | Delmer Daves              | John Garfield, Eleanor Parker, Dane Clark         | Film de guerre Biographie    |                             |
| The Purple Monster Strikes                              |                           | Dennis Moore                                      | Aventure Serial              |                             |
| Pursuit to Algiers                                      | Roy William Neill         | Basil Rathbone, Nigel Bruce                       | Film à énigme                | Sherlock Holmes             |
| Quiet Please!                                           | Hanna-Barbera             | Tom and Jerry                                     | Dessin animé                 |                             |
| Remember These Faces                                    |                           |                                                   | Film de guerre, propagande   | Filmé par l'U.S. Navy       |
| Rhapsody in Blue                                        | Irving Rapper             | Robert Alda, Alexis Smith                         | Film biographique            | Histoire de George Gershwin |
| Rockin' in the Rockies                                  | Vernon Keays              | Les Trois Stooges                                 | Court métrage                |                             |
| A Royal Scandal                                         | Otto Preminger            | Tallulah Bankhead, Charles Coburn, Anne Baxter    | Comédie                      |                             |
| The Royal Mounted Rides Again                           | Lewis Collins, Ray Taylor | Bill Kennedy, Milburn Stone                       | Serial                       |                             |
| Rustlers' Hideout                                       | Sam Newfield              | Buster Crabbe, Al St. John, Patti McCarty         | Western                      |                             |
| Salome Where She Danced                                 | Charles Lamont            | Yvonne De Carlo, Rod Cameron                      | Romance                      |                             |
| Saga of the Franklin                                    |                           |                                                   | Film de guerre, documentaire | U.S. Navy production        |
| San Antonio                                             | Robert Florey             | Errol Flynn, Alexis Smith, S. Z. Sakall           | Western                      |                             |
| Saratoga Trunk                                          | Sam Wood                  | Gary Cooper, Ingrid Bergman, Flora Robson         | Drame                        |                             |
| Scarlet Street                                          | Fritz Lang                | Edward G. Robinson, Joan Bennett                  | Film noir                    |                             |
| Scotland Yard Investigator (en)                         | George Blair              | C. Aubrey Smith, Erich von Stroheim               | Film policier                | Republic Pictures           |
| Secret Agent X-9                                        | Lewis Collins, Ray Taylor | Lloyd Bridges, Keye Luke                          | Serial                       |                             |
| Sherlock Holmes and the House of Fear                   | Roy William Neill         | Basil Rathbone, Nigel Bruce                       | Film à énigme                |                             |
| Son of Lassie                                           | S. Sylvan Simon           | June Lockhart, Peter Lawford                      | Film familial, Drame         |                             |
| Song of the Sarong                                      | Harold Young              | William Gargan, Nancy Kelly                       | Aventure                     |                             |
| A Song to Remember                                      | Charles Vidor             | Cornel Wilde, Merle Oberon, Paul Muni             | Film biographique            | Histoire de Frédéric Chopin |
| The Southerner                                          | Jean Renoir               | Zachary Scott                                     | Drame                        |                             |
| The Spanish Main                                        | Frank Borzage             | Maureen O'Hara, Paul Henreid                      | Aventure                     |                             |
| Spellbound                                              | Alfred Hitchcock          | Gregory Peck, Ingrid Bergman                      | Suspense                     |                             |
| The Spider                                              | Robert D. Webb            | Richard Conte, Cara Williams                      | Film noir                    |                             |
| State Fair                                              | Walter Lang               | Jeanne Crain, Dana Andrews, Dick Haymes           | Comédie musicale             |                             |
| The Stilwell Road                                       |                           | Narrated by Ronald Reagan                         | Film de guerre, propagande   |                             |
| The Story of G.I. Joe                                   | William Wellman           | Burgess Meredith, Robert Mitchum                  | Film de guerre               |                             |
| The Story of the 14th Air Force                         |                           |                                                   |                              |                             |
| The Strange Affair of Uncle Harry                       | Robert Siodmak            | George Sanders, Geraldine Fitzgerald, Ella Raines | film noir                    |                             |
| Strange Confession                                      | John Hoffman              | Lon Chaney, Jr., Brenda Joyce                     | Serial                       |                             |
| Swing Out, Sister                                       | Edward C. Lilley          | Rod Cameron, Billie Burke                         | Film musical                 |                             |
| Cendrillon fait les trois huit (Swing Shift Cinderella) | Tex Avery                 |                                                   | Dessin animé                 | MGM                         |

## T-Z
| Titre                      | Réalisateur          | Distribution                                  | Genre                        | Notes              |
| -------------------------- | -------------------- | --------------------------------------------- | ---------------------------- | ------------------ |
| A Tale of Two Mice         | Frank Tashlin        |                                               | Dessin animé                 |                    |
| Target Invisible           |                      |                                               | Documentaire                 | U.S. Treasury film |
| Tee for Two                | Hanna-Barbera        | Tom et Jerry                                  | Dessin animé                 |                    |
| They Were Expendable       | John Ford            | John Wayne, Robert Montgomery, Donna Reed     | Film de guerre               |                    |
| The Thin Man Goes Home     | Richard Thorpe       | William Powell, Myrna Loy                     | Film à énigme, comédie       |                    |
| This Man's Navy            | William Wellman      | Wallace Beery, Tom Drake                      | Drame                        |                    |
| The Three Caballeros       | Norman Ferguson      |                                               | Dessin animé                 |                    |
| Three Pests in a Mess      | Del Lord             | Les Trois Stooges                             | Court métrage                | Columbia Pictures  |
| Thrill of a Romance        | Richard Thorpe       | Van Johnson, Esther Williams, Frances Gifford | Romance                      |                    |
| Thunderhead, Son of Flicka | Louis King           | Roddy McDowall, Preston Foster, Rita Johnson  | Film familial, drame         |                    |
| To the Shores of Iwo Jima  |                      |                                               | Film de guerre, documentaire |                    |
| Tonight and Every Night    | Victor Saville       | Rita Hayworth, Lee Bowman, Janet Blair        | Drame                        |                    |
| Topaz                      |                      |                                               | Film de guerre, documentaire |                    |
| The Town                   |                      |                                               | Film de guerre, propagande   |                    |
| A Tree Grows in Brooklyn   | Elia Kazan           | Dorothy McGuire, James Dunn                   | Drame                        |                    |
| The True Glory             | Carol Reed           |                                               | Film de guerre, documentaire |                    |
| Two O'Clock Courage        | Anthony Mann         | Tom Conway, Ann Rutherford                    | film noir                    |                    |
| The Unseen                 | Lewis Allen          | Gail Russell, Joel McCrea                     | Thriller                     |                    |
| The Valley of Decision     | Tay Garnett          | Greer Garson, Gregory Peck                    | Drame                        |                    |
| A Walk in the Sun          | Lewis Milestone      | Dana Andrews, Richard Conte                   | Film de guerre Drame         |                    |
| War Comes to America       |                      |                                               | Film de guerre, documentaire |                    |
| Week-End at the Waldorf    | Robert Z. Leonard    | Lana Turner, Ginger Rogers, Walter Pidgeon    | Comédie romantique           |                    |
| Wings for This Man         |                      | Narrated by Ronald Reagan                     | Film de guerre, propagande   |                    |
| Without Love               | Harold S. Bucquet    | Spencer Tracy, Katharine Hepburn              | Comédie                      |                    |
| The Woman in Green         | Roy William Neill    | Basil Rathbone, Nigel Bruce                   | Film à énigme                | Sherlock Holmes    |
| The Woman Who Came Back    | Walter Colmes        | Nancy Kelly                                   | Comédie                      |                    |
| Wonder Man                 | H. Bruce Humberstone | Danny Kaye, Virginia Mayo                     | Comédie                      |                    |
| Yolanda and the Thief      | Vincente Minnelli    | Fred Astaire, Lucille Bremer                  | Comédie musicale             |                    |
| Your Job In Germany        |                      |                                               | Film de guerre, documentaire |                    |
| Ziegfeld Follies           | Vincente Minnelli    | Fred Astaire, Lucille Ball, Judy Garland      | Film musical, revue          |                    |
| Zombies on Broadway        | Gordon Douglas       | Béla Lugosi, Anne Jeffreys                    | Film d'horreur, Comédie      |                    |

## Source de la traduction
- (en) Cet article est partiellement ou en totalité issu de l’article de Wikipédia en anglais intitulé « List of American films of 1945 » (voir la liste des auteurs).